# Chantecler (film)
Pour les articles homonymes, voir Chantecler.
Pour plus de détails, voir Fiche technique et Distribution.
Chantecler est un long métrage d'animation des studios Disney entamé dans les années 1960 et jamais achevé, qui devait être une adaptation de l'histoire de Chantecler, un personnage du Roman de Renart. Le film n'a jamais dépassé le stade des esquisses préliminaires mais ces dernières sont assez nombreuses et conservées entre autres aux Walt Disney Archives. Chantecler fait partie de plusieurs projets du studio Disney autour du Roman de Renart.

## Production
Entre 1937 et 1945, le studio Disney achète les droits pour faire de nombreux films. À l'époque de Blanche-Neige et les Sept Nains (1937) Walt Disney souhaite adapter en long métrage d'animation une légende du XIIe siècle le Roman de Renart dans lequel tous les personnages sont des animaux. Mais du point de vue de Disney, cette histoire pose plusieurs problèmes comme en premier lieu le caractère d'escroc du héros, le projet stagne en phase de conception. Un élément du projet se développe de manière dissocié et en mai 1941, Disney paye 5 000 USD pour l'adaptation de Chantecler basé sur le personnage éponyme du Roman de Renart.  En 1945, les équipes chargées de Reynart et Chantecler décident après une étude des deux productions de les combiner.
Lors de la production de L'Île au trésor (1950), Disney envisage de produire trois séquences d'animation à partir d'histoires tirées du Roman de Renart et racontées dans le film par Long John Silver. Walt Disney change ensuite d'avis et L'Île au trésor devient le premier long métrage de Disney sans animation. Ken Anderson continua à travailler sur le projet de Renart avec par exemple des storyboards datés de 1956 ou un scénario de 1960 mettant Renart non pas dans le rôle du héros mais dans celui du méchant.
Après la sortie de La Belle au bois dormant et alors que la production des 101 Dalmatiens (1961) s'achève, une partie des animateurs encore au studio, plusieurs ayant rejoint WED Entreprises, entame le film Chantecler mais, dès le 24 août 1960, Walt Disney met en doute la possibilité de donner une personnalité à un coq. Durant la production de Chantecler, Walt Disney cherche à éviter « l'emphase esthétique » qu'il jugeait responsable du mauvais résultat de La Belle au bois dormant.
Bill Peet, qui travaille de son côté seul à une adaptation de L'Épée dans la pierre de Terence Hanbury White explique aux animateurs que le scénario de Chantecler est trop bizarre pour fonctionner et qu'il est impossible de rendre un coq sympathique. Plusieurs animateurs dont Wolfgang Reitherman, Ken Anderson, Milt Kahl, Frank Thomas, Ollie Johnston et Marc Davis travaillent six mois sur un manuscrit, des storyboards et des dessins préparatoires pour Chantecler. Lors de la présentation du projet à Walt Disney, celui-ci rejette le projet et préfère la proposition de Peet. Disney demande alors aux animateurs, presque contraints, de réaliser Merlin l'Enchanteur d'après le travail de Peet.
Malgré quelques réunions au sujet de Chantecler les semaines suivantes, le film ne sera jamais achevé,. Par contre, de nombreux éléments tirés du projet abandonné lié au Roman de Renart ont été repris lors de la conception de Robin des Bois (1973). Le projet reprend vie en 1981 pour être finalisé et diffusé après la sortie de Rox et Rouky (1981) mais est rapidement stoppé au profit du projet Taram et le Chaudron magique (1985).
L'ancien animateur de Disney, Don Bluth, qui fonda son propre studio dans les années 1970, a réalisé une adaptation de la pièce Chantecler (1908) d'Edmond Rostand avec Rock-O-Rico (1991).